# 황허 (기업인)
황허는 중화인민공화국의 아나운서이다. 일본방송협회 '중국어회화'강좌의 어시스턴트이다.
중화인민공화국 지린성 출신으로 2001년 일본에 입국하여 중국어 학교의 교사 등을 거쳐 2006년부터 경극 배우 루시 (경극 배우)에 대신 '중국어회화' 도우미가 되었다.
2007년 도요 대학 경제학부 국제경제학과를 졸업하였다. 2009년 히토쓰바시 대학 대학원 경제학 연구과 응용경제학 전공 수사과정을 수료하여 파나소닉전공(지금의 파나소닉)에 입사하였다.